# 창원서부경찰서
창원서부경찰서(昌原西部警察署, Changwon Seobu Police Station)는 경상남도경찰청이 관할하는 경찰서 중 하나이다. 경상남도 창원시 의창구(사림동, 용동, 퇴촌동 제외)를 관할한다. 경상남도 창원시 의창구 우곡로 10(도계동911)에 위치하고 있다.
서장은 총경으로 보한다.

## 기본 정보
- 주소: 경상남도 창원시 의창구 우곡로 10(도계동911)
- 우편번호: 641-796
- 민원안내: 055-290-0224

## 관할 파출소 및 지구대
창원서부경찰서는 1개의 지구대와 5개의 파출소를 산하에 두고 있다.
| 명칭       | 사진 | 치안센터 사진 | 주소                | 관할구역                                               | 치안센터                  |
| ---------- | ---- | ------------- | ------------------- | ------------------------------------------------------ | ------------------------- |
| 명곡지구대 |      |               | 원이대로261길 16-19 | 봉곡동, 봉림동, 지귀동, 도계동, 명곡동, 명서동, 서곡동 |                           |
| 의창파출소 |      |               | 의창대로266길 11    | 소답동, 서상동, 동정동, 북동, 중동, 소계동             | 중동치안센터 소계치안센터 |
| 팔용파출소 |      |               | 창원대로397길 30    | 팔용동, 반계동, 차룡동, 내리동, 사화동                 |                           |
| 동읍파출소 |      |               | 동읍 의창대로 902   | 동읍                                                   |                           |
| 대산파출소 |      |               | 대산면 진산대로 415 | 대산면                                                 |                           |
| 북면파출소 |      |               | 북면 천주로 1127    | 북면                                                   |                           |